# Nodo Windsor

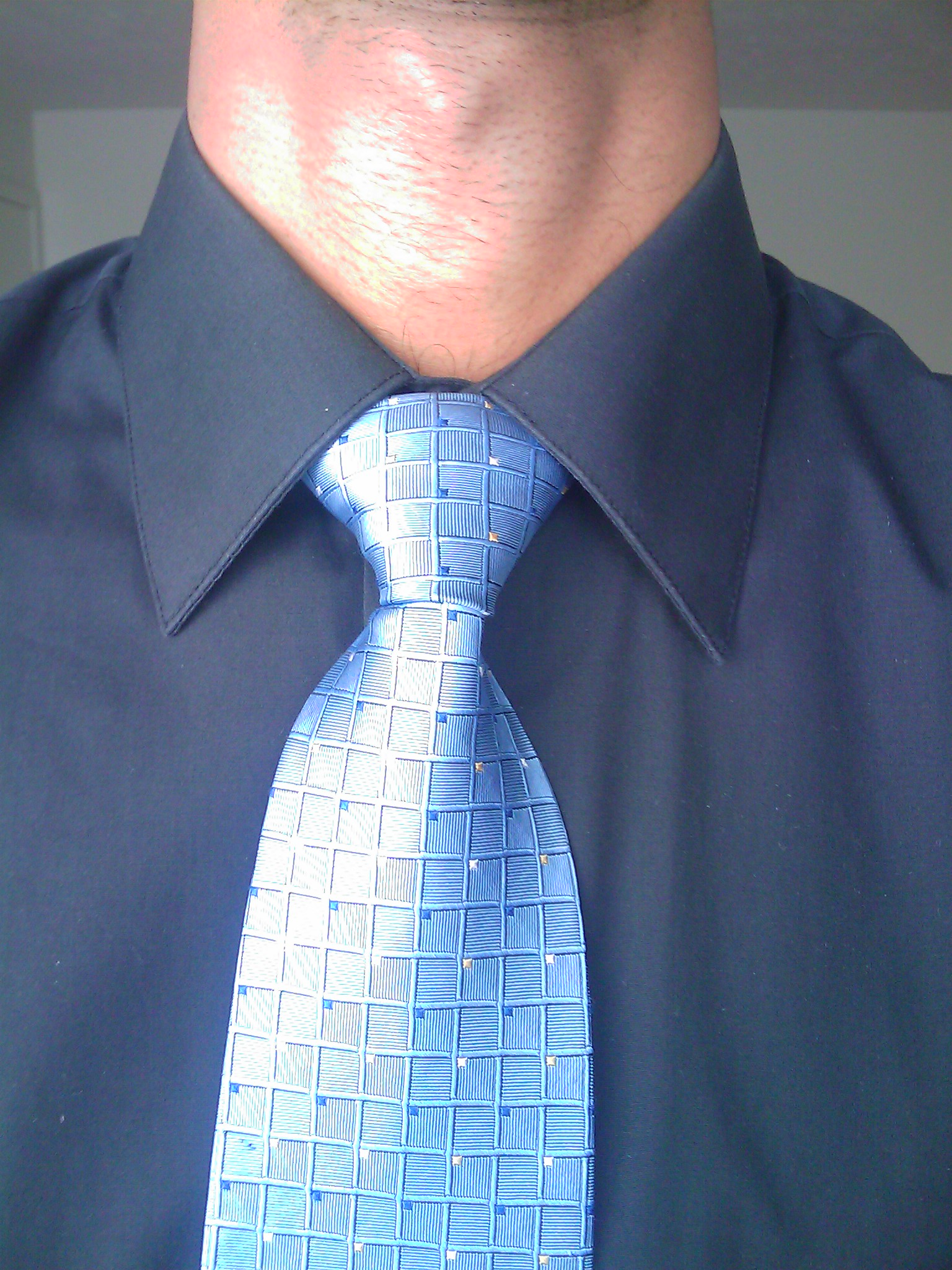
Un nodo Windsor.

Il nodo Windsor, detto anche nodo Scappino, o nodo Bellottino, Windsor pieno o impropriamente Doppio Windsor (per distinguerlo dal nodo mezzo Windsor) è un metodo per annodare la cravatta.

## Storia
Il nome deriva da re Edoardo VIII del Regno Unito. Il nodo divenne famoso negli anni trenta quando Edoardo di Windsor, il cui stile e la cui eleganza facevano tendenza nel campo della moda maschile, cominciò a prediligere nodi piuttosto voluminosi.
È universalmente riconosciuto però che il celebre Duca non inventò questo nodo, nonostante porti il suo nome, e non  è chiaro se egli lo utilizzasse realmente; si dice infatti che non lo indossasse nemmeno. La paternità del nodo è dovuta a Domenico Scappino, imprenditore piemontese e fornitore ufficiale di Casa Savoia e fondatore della omonima casa di moda.

## Caratteristiche
Il nodo Windsor, paragonato agli altri metodi di annodare la cravatta, se eseguito bene permette la realizzazione di un nodo grande, triangolare e perfettamente simmetrico. La sua realizzazione prevede otto passaggi ed è perciò indicato l'utilizzo di una cravatta lunga. Generalmente il nodo Windsor viene ritenuto adatto alle occasioni più formali. È considerato il modello standard per allacciare le cravatte nel mondo militare italiano.

## Modalità di allaccio
1. Indossare la cravatta sotto il colletto della camicia, ponendo il rovescio in aderenza col collo dell'indossatore e facendo sì che la parte più larga si trovi alla destra e quella più stretta alla sinistra.
2. Accavallare le due estremità, ponendo sopra quella più lunga e facendo sì che essa intersechi l'altra al livello segnalato dall'apposito marcatore (possono essercene vari, ciascuno per ogni tipologia di nodo, giacché ognuno richiede una lunghezza diversa): sotto il mento dell'indossatore si forma un triangolo.
3. Inserire dentro al triangolo la punta più grande della cravatta, passando per di sotto, e lasciarla cadere verso il basso.
4. Tirare verso destra la punta più larga e lunga, facendola passare dietro al nodo.
5. Inserire la suddetta punta nel triangolo: ricade verso il basso storta, ossia con il retro a vista.
6. Impugnare l'estremità più lunga e larga con la mano destra e farle superare il nodo per di sopra: ora si trova alla sinistra dell'indossatore.
7. Inserire la punta nel triangolo, passando per di sotto, e lasciarla ricadere verso il basso.
8. Il precedente passaggio ha creato un foro superficiale nel nodo, per il quale deve essere fatta passare la punta, che deve ricadere non più lunga dell'altra estremità, quella stretta e breve.